# Märta Grauers
Märta Karin Marie Grauers, född 26 mars 1983 i Norra Nöbbelövs församling, Malmöhus län, är en svensk musiker, låtskrivare och musikproducent. Hon är en av medlemmarna i popgruppen Le Kid.
Grauers har bland annat varit med och producerat Agnes album Dance Love Pop (2008). Som låtskrivare har Grauers skrivit låtar åt artister som Kate Ryan och Alcazar. Hon skriver även låtar åt egna bandet Le Kid, bland annat "Oh My God" som gruppen tävlade med i Melodifestivalen 2011. Hon var även med och skrev låten "Drop Dead" som MissMatch framförde i Melodifestivalen 2007. Tillsammans med Josefin Glenmark skrev hon låten A Bitter Lullaby som framfördes av Martin Almgren i Melodifestivalen 2018.